# Estación Cheonggu

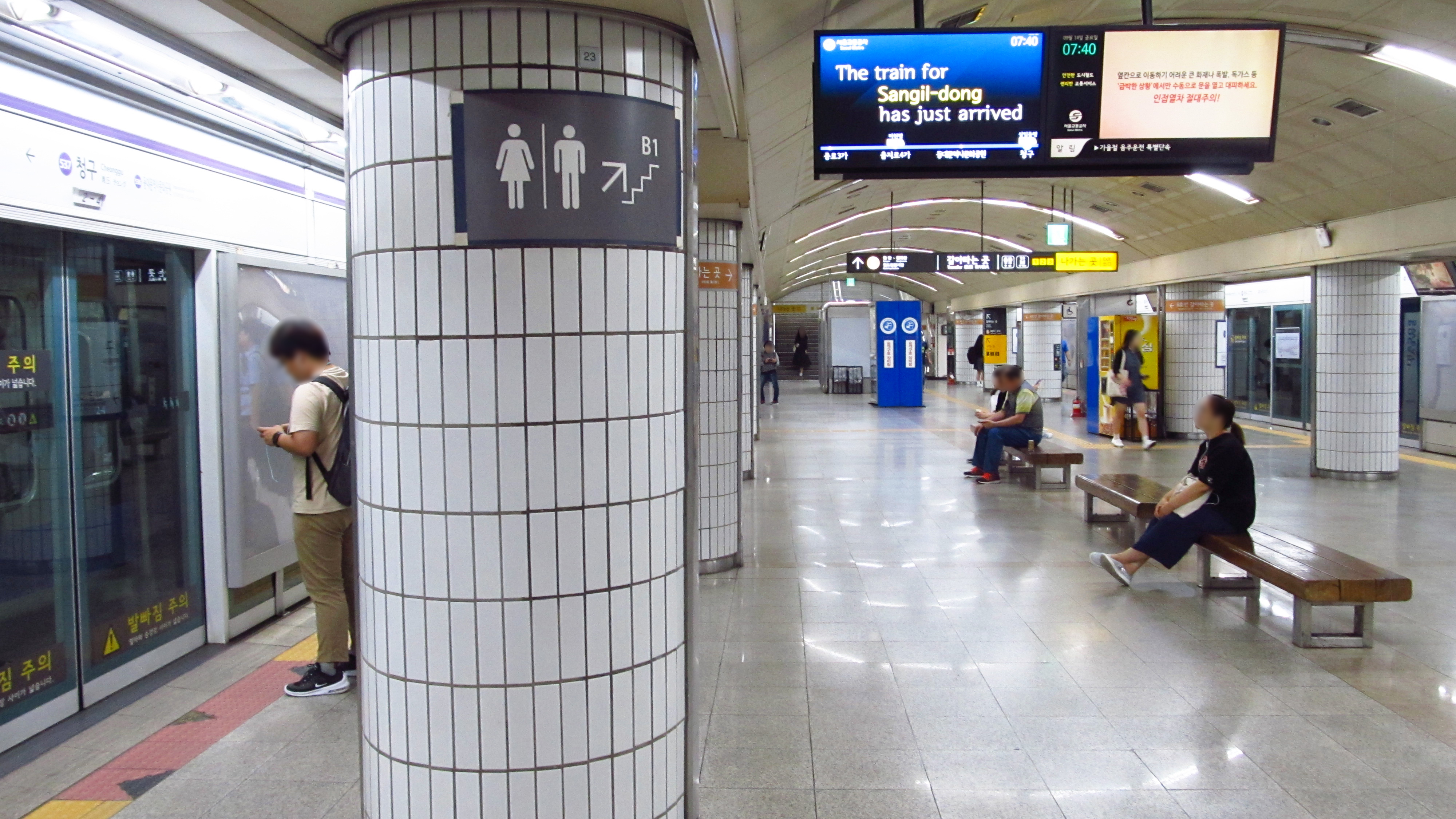
Andén de la línea 5 en la estación de Cheonggu, en el metro de Seúl

Estación Cheonggu(Cheonggu-yeok) es una estación de transferencia para la Línea 5 y la Línea 6 del Metro de Seúl. La estación está localizada en Jung-gu, Seúl.

## Historia
- 30 Dic 1996: Apertura de estación con nombre de Estación Gwanghuimun
- 27 Mar 1997: Cambio de nombre a Estación Cheonggu
- 15 Dic 2000: Se convierte en estación de transferencia, con apertura de la Línea 6